# René Alexandre
René Alexandre (22 de desembre de 1885 – 19 d'agost de 1946) va ser un actor teatral i cinematogràfic de nacionalitat francesa, membre de la Comédie-Française. A més, va ser alcalde de Grosley-sur-Risle des de 1935 a 1940.

## Biografia
Nascut en Reims, França, va aprendre l'ofici d'actor com a alumne de Paul Mounet, graduant-se en 1908 en el Conservatori Nacional Superior d'Art Dramàtic amb dos primers premis (tragèdia i comèdia).
Va interpretar Ramuntcho, de Pierre Loti, al Théâtre de l'Odéon, ingressant en la Comédie-Française en 1908. Va ser membre de la Comédie-Française des de 1920 a 1944, sent nomenat membre honorari en 1945.
President fundador de l'Associació d'Actors combatents, va ser nomenat comandant de la Legió d'Honor. El 1912 va fundar a Grosley-sur-Risle, localitat de la qual va ser alcalde 1935 i 1940, una residència per a actors antics combatents, sent ell mateix antic combatent per haver participat en la Primera Guerra Mundial.
Per ser d'origen jueu, Alexandre va haver d'interrompre la seva activitat artística durant l'ocupació alemanya durant la Segona Guerra Mundial.
Per a la pantalla gran, va rodar 53 films de 1909 a 1940. Es va casar a Limeil-Brévannes el 1912 amb Gabrielle Robinne (1886-1980), també membre de la Comédie-Française i actriu cinematogràfica.
René Alexandre va morir en 1946 en Vitræ, França. Va ser enterrat, igual que la seva esposa, a Saint-Cloud.

## Teatre

### Carrera a la Comédie-Française
Ingrés a la Comédie-Française el 1908
Membre de la Comédie-Française de 1920 a 1944
Membre honorari el 1945

#### Actor
- 1909 : La Furie, de Jules Bois
- 1909 : L'Honneur et l'Argent, de François Ponsard
- 1909 : La Robe rouge, de Eugène Brieux
- 1909 : Sire, de Henri Lavedan
- 1913 : Yvonic, de Paul Ferrier i Jeanne Ferrier
- 1919 : Les Sœurs d'amour, de Henry Bataille
- 1919 : Le Voile déchiré, de Pierre Wolff
- 1919 : Berenice, de Jean Racine
- 1920 : Les Chaînes, de Georges Bourdon
- 1920 : La Nuit de décembre, de Alfred de Musset
- 1920 : Le Soupço, de Alexandre Dumas (FILL)
- 1921 : La Robe rouge, de Eugène Brieux
- 1921 : Aimer, de Paul Géraldy
- 1922 : La Comtesse d'Escarbagnas, de Molière
- 1922 : L'Ivresse du sage, de François de Curel, escenografia de Marie-Thérèse Piérat
- 1923 : 1802 Dialogue des morts, de Ernest Renan
- 1923 : Un homme en marche, de Henry Marx
- 1923 : Monna Vanna, de Maurice Maeterlinck
- 1924 : Le Tombeau sous l'Arc de Triomphe, de Paul Raynal
- 1924 : L'Énigme, de Paul Hervieu
- 1924 : Edipo en Colono, de Sófocles
- 1924 : Le Vieil Homme, de Georges de Porto-Riche
- 1925 : Esther, de Jean Racine
- 1925 : Robert et Marianne, de Paul Géraldy
- 1925 : L'Appel du paladin, de Charles Clerc
- 1926 : La Leçon de Talma, de René Fauchois
- 1926 : Le Cœur partagé, de Lucien Besnard
- 1932 : La Jalousie, de Sacha Guitry, escenografia de l'autor
- 1933 : Coriolano, de William Shakespeare, escenografia de Émile Fabre
- 1935 : Lucrèce Borgia, de Victor Hugo, escenografia de Émile Fabre
- 1936 : La Rabouilleuse, de Émile Fabre a partir de Honoré de Balzac, escenografia de Émile Fabre
- 1937 : Douze Livres, de J. M. Barrie
- 1938 : La Robe rouge, de Eugène Brieux
- 1938 : Ifigenia, de Jean Racine, escenografia de Marie Ventura
- 1938 : Británico, de Jean Racine, escenografia de Jean Yonnel
- 1939 : L'Amour médecin, de Molière, escenografia de Pierre Bertin
- 1939 : Atalía, de Jean Racine, escenografia de Georges Le Roy
- 1944 : Esther, de Jean Racine, escenografia de Georges Le Roy
- 1944 : Le Soulier de satin, de Paul Claudel, escenografia de Jean-Louis Barrault
- 1945 : A souffert sous Ponce-Pilate, de Paul Raynal, escenografia de René Alexandre

#### Director
- 1939 : A souffert sous Ponce-Pilate, de Paul Raynal,

### Fora de la Comédie-Française
- 1920 : L'Animateur, de Henry Bataille, Théâtre du Gymnase Marie-Bell

## Filmografia
- 1908 : Benvenuto Cellini, de Camille de Morlhon i Albert Capellani
- 1908 : Tarquin le Superbe, de Albert Capellani
- 1908 : Le Roman d'un gueux, de Georges Monca
- 1909 : La Tosca, de André Calmettes i Charles Le Bargy
- 1909 : La Tour de Nesle, de Albert Capellani
- 1909 : L'Enfant prodigue, de Georges Berr
- 1909 : On ne badine pas avec l'amour
- 1910 : Fouquet, l'homme au masque de fer, de Camille de Morlhon
- 1910 : Le Mauvais Hôte, de Louis Feuillade
- 1910 : Pygmalion, de Daniel Riche
- 1910 : Aimez-vous les uns les autres, de Charles Decroix
- 1910 : Grandeur d'âme, de Henri Andréani
- 1910 : Le Marchand d'images, de Henri Andréani
- 1911 : Latude ou Trente-cinq ans de captivité, de Gérard Bourgeois i Georges Fagot
- 1911 : Paillasse, de Camille de Morlhon
- 1911 : Notre-Dame de Paris, de Albert Capellani
- 1911]: Le Devoir et l'honneur, de Henri Andréani
- 1911 : Cadoudal, de Gérard Bourgeois
- 1911 : André Chénier, de Louis Feuillade i Etienne Arnaud
- 1911 : Radgrune, de Camille de Morlhon
- 1912 : Philémon et Baucis, de Georges Denola
- 1912 : Quentin Durward, de Adrien Caillard
- 1912 : Les Martyrs de la vie, de René Leprince
- 1912 : Femme fatale
- 1912 : Le Jugement de Salomon, de Henri Andréani
- 1912 : La Revanche du passé, de René Leprince
- 1912 : Le Dédale, de René Leprince
- 1913 : La Reine de Saba, de Henri Andréani
- 1913 : Plus fort que la haine, de René Leprince i Ferdinand Zecca
- 1913 : Cœur de femme, de René Leprince i Ferdinand Zecca
- 1913 : La Leçon du gouffre, de René Leprince i Ferdinand Zecca
- 1913 : La Comtesse noire, de René Leprince i Ferdinand Zecca
- 1913 : Le Roi du bagne, de René Leprince
- 1914 : God's Warning
- 1914 : La Danse héroïque, de René Leprince i Ferdinand Zecca
- 1914 : La Jolie Bretonne, de René Leprince i Ferdinand Zecca
- 1914 : La Lutte pour la vie, de René Leprince i Ferdinand Zecca
- 1914 : Le Roi de l'air, de René Leprince i Ferdinand Zecca
- 1914 : Les Enfants d'Édouard, de Henri Andréani
- 1915 : Le Vieux Cabotin, de René Leprince i Ferdinand Zecca
- 1915 : The Shadow of Doubt
- 1915 : Le Noël d'un vagabond, de René Leprince i Ferdinand Zecca
- 1919 : Perdue, de Georges Monca
- 1919 : Les Larmes du pardon, de René Leprince i Ferdinand Zecca
- 1919 : Le Calvaire d'une reine, de René Leprince i Ferdinand Zecca
- 1921 : Champi-Tortu, de Jacques de Baroncelli
- 1921 : La Terre, de André Antoine
- 1922 : Molière, sa vie, son œuvre, de Jacques de Féraudy
- 1923 : Fleur du mal, de Gaston Mouru de Lacotte
- 1929 : Tu m'appartiens!, de Maurice Gleize
- 1932 : Le Coffret de laque, de Jean Kemm
- 1933 : La Tête d'un homme, de Julien Duvivier
- 1935 : Un soir à la Comédie-Française, de Léonce Perret
- 1940 : Paris-New York, de Yves Mirande
- 1940 : Les Musiciens du ciel, de Georges Lacombe